# Xã New Wine, Quận Dubuque, Iowa
Xã New Wine (tiếng Anh: New Wine Township) là một xã thuộc quận Dubuque, tiểu bang Iowa, Hoa Kỳ. Năm 2010, dân số của xã này là 4.804 người.